# Anisophylleaceae
Anisophylleaceae — родина з чотирьох родів і близько 70 видів у порядку Cucurbitales, згідно з APG II. Однак він більш ізольований від інших надродинних клад у цьому порядку, хоча демонструє певну схожість у морфології квітки з родом Ceratopetalum (родина Cunoniaceae, порядок Oxalidales). Декілька особливостей деревини цієї родини більш примітивні, ніж у інших родин порядку Cucurbitales.
Це пантропічна родина чагарників і середніх і досить великих дерев, що зустрічаються у вологих тропічних лісах і болотах Америки, Африки та Азії.
Листки з пальчастими жилками мають досить шкірясту текстуру, цілі краї та часто асиметричні біля основи. Вони мають дрібні прилистки або їх просто немає. Вони чергуються; спіральні, або двосторонні, або чотирирядні (як у Anisophyllea). Парні листки можуть бути різними за розміром і формою.
Дрібні квітки правильні, від трійчастих до п’ятичленних. Зазвичай вони зібрані в пазушні китиці чи волоті. Тип квітки значно варіюється, більшість однодомні, за винятком Combretocarpus; який двостатевий, має ідеальні квіти.
Нижня, три- або чотирикуткова зав'язь розвивається в кістянку або самару (як у Combretocarpus) зазвичай з одним насінням, але з трьома або чотирма насінням у Poga.

## Систематика
Сучасна молекулярна філогенетика передбачає такі взаємозв'язки:

|  | Polygonanthus                                         |
|  |                                                       |
|  | \| \| Poga \| \| \| \| \| \| Anisophyllea \| \| \| \| |
|  |                                                       |
|  | Poga                                                  |
|  |                                                       |
|  | Anisophyllea                                          |
|  |                                                       |

|  | Poga         |
|  |              |
|  | Anisophyllea |
|  |              |

|  | Polygonanthus                                         |
|  |                                                       |
|  | \| \| Poga \| \| \| \| \| \| Anisophyllea \| \| \| \| |
|  |                                                       |
|  | Poga                                                  |
|  |                                                       |
|  | Anisophyllea                                          |
|  |                                                       |

|  | Poga         |
|  |              |
|  | Anisophyllea |
|  |              |

|  | Polygonanthus                                         |
|  |                                                       |
|  | \| \| Poga \| \| \| \| \| \| Anisophyllea \| \| \| \| |
|  |                                                       |
|  | Poga                                                  |
|  |                                                       |
|  | Anisophyllea                                          |
|  |                                                       |

|  | Poga         |
|  |              |
|  | Anisophyllea |
|  |              |

|  | Polygonanthus                                         |
|  |                                                       |
|  | \| \| Poga \| \| \| \| \| \| Anisophyllea \| \| \| \| |
|  |                                                       |
|  | Poga                                                  |
|  |                                                       |
|  | Anisophyllea                                          |
|  |                                                       |

|  | Poga         |
|  |              |
|  | Anisophyllea |
|  |              |